# 군산시립교향악단
군산시립교향악단(群山市立交響樂團, Gunsan Philharmonic Orchestra)은 군산시에서 설립한 교향악단이며, 전라북도의 대표적인 관현악단이다. 1990년에 창단되었으며, 현재 상임지휘자는 이명근, 악장은 샤샤이다. 주요 공연장은 군산예술의전당이다.

## 역대 상임 지휘자
- 1대 박판길(1990년-1992년)
- 2대 이종원(1993년-1994년)
- 3대 양희정(1994년-1996년)
- 4대 이기균(1997년-1998년)
- 5대 박영린(1998년-2000년)
- 6대 신현길(2001년-2006년)
- 7대 임동수(2006년-2008년)
- 8대 정낙복(2009년-2013년)
- 9대 김홍식(2013년-2016년)
- 10대 백정현(2016년-2022년)
- 11대 이명근(2022년-현재)

## 같이 보기
- 08

- 전주 시립 교향악단